# Nearshoring
Der Begriff Nearshoring (deutsch Nahverlagerung) bezeichnet eine Sonderform des Offshorings. Aus europäischer Sicht bedeutet dies in der Regel die Verlagerung (Outsourcing) in östlich gelegenere Länder. Für Nordamerika sind z. B. Mexiko und Brasilien Nearshoring-Ziele.
Nearshoring soll wie Offshoring die Personalkosten senken. Dabei ist der monetäre Vorteil durch Lohnunterschiede weniger hoch als beim Farshoring (= Verlagerung in weiter entfernt liegende Niedriglohnländer). Die größere kulturelle und räumliche Nähe bei nahezu gleicher Zeitzone vereinfacht jedoch die Zusammenarbeit (Kooperation) erheblich. Im europäischen Raum werden daher Arbeitsplätze aus Mitteleuropa in sogenannte Niedriglohnländer nach Osteuropa verlagert. Mit der Auflösung des Rats für gegenseitige Wirtschaftshilfe ist für den europäischen Markt ein Produktionspotenzial verfügbar geworden, das in vielen Bereichen unterhalb des Kostenniveaus der westlichen Industrieländer arbeitet. Einige Länder sind im Zuge der Erweiterung der EU bereits in den neuen Wirtschaftsraum integriert, Serbien ist ein Beispiel dafür. Aber auch in Nicht-EU-Staaten bieten sich Kooperationen an. Hier spielt z. B. die Ukraine oder Armenien (für Softwareentwicklung) zukünftig eine größere Rolle.
Nearshoring-Partner lassen sich in vielen Bereichen der Wirtschaft finden. In Sparten wie beispielsweise im IT-Bereich oder der Callcenter-Dienstleistung wird Nearshoring hauptsächlich eingesetzt, um die Personalkosten niedrig zu halten.
Eine mögliche Form des Nearshorings ist die Rekrutierung eines Teams von festangestellten Nearshore-Mitarbeitern im Ausland. Die Vorteile hierbei sind die vereinfachte Kommunikation und Kooperation sowie der Möglichkeit einer engeren Zusammenarbeit im Vergleich zum Farshoring.

## Risiken
Insbesondere im IT-Bereich zeigte es sich, dass die Kostenvorteile der deutlich günstigeren Entwicklungsressourcen im Nearshoring zu großen Teilen durch die erheblichen Kommunikationsaufwände auf der Auftraggeberseite relativiert werden.
Auch politische und rechtliche Rahmenbedingungen insbesondere hinsichtlich des Datenschutzes sollten bei der Bewertung von Nearshore-Risiken angemessen berücksichtigt werden.